# Рудня-Кам'янка
Рудня-Кам'янка — село в Україні, в Народицькій селищній територіальній громаді Коростенського району Житомирської області. Населення становить 30 осіб.

## Історія
До 7 січня 1963 року входило до складу Сарновицької сільської ради Коростенського району Житомирської області.
До 15 січня 1982 року — село Любарської сільської ради Народицького району Житомирської області.
До 24 травня 2007 року село входило до складу Розсохівської сільської ради Народицького району Житомирської області.